# Liberty osztály
A Liberty osztály teherhajó típusát volt, melyet az Egyesült Államok gyártotta a második világháború idején. A hajóosztály koncepcióját a britek vetették fel, de az USA valósította meg, mivel olcsón és gyorsan építhető járműnek mutatkozott. A háború alatt az amerikai ipar hatalmas teljesítőképességét szimbolizálta. A háború elején a britek rendeltek amerikai hajógyárakból teherhajókat a német tengeralattjárók által megtorpedózott angol hajók pótlására. Ilyen hajókat vásárolt az amerikai haditengerészet és a kölcsönbérleti szerződés keretei között Nagy-Britannia is. 1941 és 1945 között 18 amerikai hajógyár 2710 Liberty hajót épített, ez valószínűleg a valaha gyártott legnagyobb sorozat egyetlen hajótípusból.
A gyártást az első világháború alatt a Hog Islander és más szabványosított hajók építéséhez hasonlóan szervezték meg, de sokkal nagyobb léptékben. A Liberty osztályt sokan vizsgálták később is a hajók gyártásnak felfuttatására fordított rendkívüli erőfeszítések, a soha korábban nem teljesített sorozat nagyság és annak a ténynek köszönhetően, hogy több hajó az eredetileg tervezett  ötéves  élettartamnál jóval tovább üzemelt.

## Története és alkalmazása
1936-ban az amerikai Merchant Marine Act (Kereskedelmi tengerészeti törvény) előírta évi 50 kereskedelmi hajó építését, melyet az U.S. Navy használhatja háború esetén. 1939-ben ezt a számot megkétszerezték, majd 1940-ben évi 200 darabra emelték. A hajótípusok között egy tankhajó és három különböző teherhajó szerepelt, mind gőzturbina hajtással. A korlátozott gyártókapacitás következtében, ami különösen a gőzturbinák esetén állt fenn, csak viszonylag kevés hajó épült meg.
1940-ben a brit kormány 60 teherhajót rendelt meg amerikai hajógyáraknál a háborús veszteségek pótlására és kereskedelmi flottájának erősítésére. Ezek az Ocean osztályú hajók egyszerűek, de elég nagyok voltak (a korabeli viszonyokat tekintve), 2500 LE (1860 kW) teljesítményű dugattyús gőzgéppel hajtva, ami elavulóban lévő, de megbízható konstrukciót biztosított. Az angolok széntüzelésű kazánokat írtak elő, mert sok szénbányájuk volt, de a szigeteken hiányzott a nyersolajforrás. A koncepció elődjeit, többek között a Northeast Coastot és az Open Shelter Deck Steamert eredetileg Sunderlandben a J.L. Thompson & Sons cég tulajdonában lévő Silver Line hajógyár építette 1879-től. A hajók vízkiszorítását 8100 tonnáról 10 300 tonnára növelték. Az első Ocean osztályú hajót, az Ocean Vanguardot 1941. augusztus 16-án bocsátották vízre.
A konstrukciót a United States Maritime Commission (a kormány tengerészeti bizottsága) módosította az amerikai tervezési szokásoknak megfelelően és azért, hogy gyártása még gyorsabb és olcsóbb lehessen. Az amerikai verzió típusjele 'EC2-S-C1' lett. Az új hajótestnél sok szegecselt kötést hegesztésre változtattak, ami az előállítási költségeket harmadával csökkentette, valamint a kazánokat olajtüzelésűre cserélték. A megrendelést a nyugati parti hajógyárak és a hat vállalat néven ismert vállalkozások között osztották meg.
1941. március 27-én a kölcsönbérleti hajók számát 200-ra emelte egy új törvény, majd áprilisban 306-ra, mely számból 117 Liberty hajót terveztek.
A hajókat szekciókból állították össze, melyeket egymáshoz hegesztettek. Ez a technika hasonló volt a Palmer's gyárban alkalmazotthoz, de szegecselés helyett hegesztést alkalmaztak. A szegecselt hajótestek építése hónapokat vett igénybe, ezért vezették be az új, sokkal gyorsabb módszert, melyet még meg kellett tanulni, mert korábban senki sem épített hegesztett hajókat. Amikor Amerika is belépett a háborúba, a hajógyári munkások helyét nők foglalták el, mivel a férfiakra a fegyveres erők tartottak igényt.

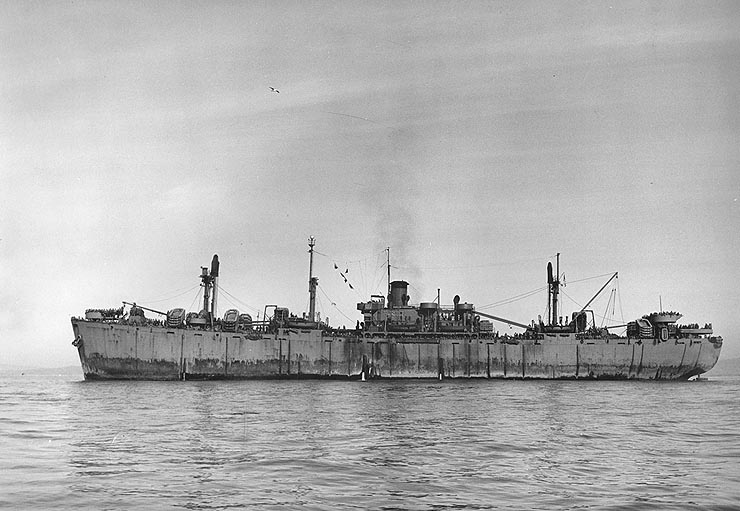
SS Carlos Carillo

A hajókról a közvéleménynek először rossz véleménye alakult ki előnytelen megjelenésük miatt. A segédhajók építési programját bejelentő beszédében Franklin D. Roosevelt elnök a hajóról mint "szörnyen festő dologról" beszélt, a Time magazin pedig "rút kis kacsának" nevezte. Hogy kedvezőbbre hangolják a közvéleményt, 1941. szeptember 27-ét a Liberty flotta napjának kiáltották ki, mivel ekkor bocsátották vízre az első 14 hajót. Az első hajót a Patrick Henryt a sólyáról az elnök maga indította el. Roosevelt azt mondta, hogy ez az új hajóosztály fogja elhozni Európa számára a szabadságot, ezért nevezték el Libertynek.
Az első hajók építése még mintegy 230 napot igényelt, de az átlag az idők folyamán 42 napra csökkent. A rekordot a Robert E. Peary tartotta, melyet 4 nap és 15,5 órával azután lett vízre bocsátva, hogy a hajógerincet feltették a sójára, bár ezt a mutatványt nem ismételték meg és egy sor műveletet a vízen kellett később elvégezni a Robert E. Peary esetében is. A hajókat futószalag módszerrel állították össze előre gyártott szekciókból. 1943-ban már naponta három hajó készült el. Az egyes hajókat általában híres amerikaiakról nevezték el azokkal kezdve, akik aláírták a függetlenségi nyilatkozatot.
Minden kétmillió dollár összértékű hadikölcsönt jegyző csoport jogosult volt egy hajónevet ajánlani. A legtöbb név elhunyt hírességek neve volt egy kivétellel: Francis J. O'Garáról, aki az egyik Liberty hajó, a Jean Nicolet pénztárosa volt, azt hitték hogy elesett egy japán tengeralattjáró torpedó támadásában, de később kiderült, hogy egy japán hadifogolytáborban túlélte a háborút.
Híressé vált Liberty hajóvá lett az SS Stephen Hopkins is, mivel ágyútűzzel elsüllyesztette a német Stier segédcirkálót és ezzel az első amerikai hajó címét nyerte el, amelyik német felszíni hajót küldött a tenger fenekére. Az SS Richard Montgomeryszintén nevezetes hajó volt, de más okból_ a hajó roncsa Kent partja mentén fekszik a tengerfenéken 1500 tonna robbanóanyaggal a fedélzetén, mely vetekszik egy kisebb atombomba pusztító erejével és bármikor felrobbanhat. Az SS E. A Bryan egy olyan Liberty hajó, mely valóban felrobbant 1944 júliusában rakodás közben. 320 tengerész és polgári személy halt meg a baleset során, mely a Chicago kikötői katasztrófa néven vált ismertté. Egy másik hírhedt Liberty hajó, mely felrobbant, az SS Grandcamp volt, mely a Texas City katasztrófa okozója volt, ahol 1947. április 16-án legalább 581 ember halt meg.
Hat Liberty hajót Alabamában, Point Clearben az USAF úszó repülőgép javító üzemmé alakította át, melyet ezután 1944 áprilisától a hadsereg légi szállítási szolgálata kezelt. A titkos program mozgó javítószolgálatot biztosított a Guam, Iwo Jima és Okinawa szigetén állomásozó B–29 Superfortress és P-51 Mustang repülőgépek számára 1944 decemberétől. Ezen a hat hajón azonban leszálló felületet alakítottak ki négy Sikorsky R-4 helikopter számára is, ezek voltak az első helikopter bázisul szolgáló tengerjáró hajók, melyek légi mentőszolgálatot teljesítettek a Fülöp-szigeteken és Okinawán.
Az utolsó Liberty hajó, melynek gyártását befejezték, az SS Albert M. Boe volt, melyet 1945. szeptember 26-án bocsátottak vízre és 1945. október 30-án adtak át szolgálatra.

## Nehézségek

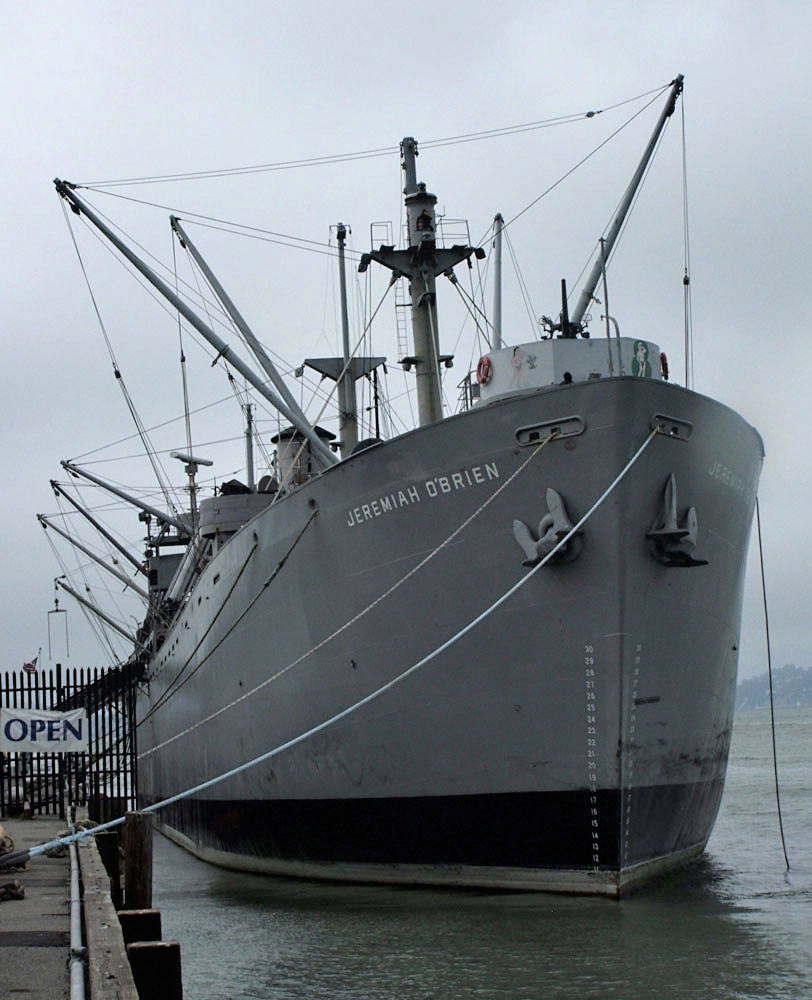
SS Jeremiah O'Brien

Az első Liberty hajók testén és fedélzetén gyakran észleltek törést, néhány szilárdsági hibák miatt semmisült meg. A második világháború alatt mintegy 1500 rideg törést jegyeztek fel. 12 hajó, közöttük három Liberty típusú tört ketté minden előzetes jel nélkül. Ilyen volt az SS John P. Gaines is, mely 1943. november 24 süllyedt el 10 ember halálát is okozva. A gyanú a hajógyárakra terelődött, mivel gyakran alkalmaztak képzetlen munkaerőt és új hegesztési eljárásokat annak érdekében, hogy sok hajót gyárthassanak igen rövid idő alatt. A tengeri szállítás minisztériuma a brit gyártású SS Empire Duke hajón szilárdsági vizsgálatokat végeztetett. A Cambridge University kimutatta, hogy a töréseket nem a hegesztések okozták, hanem az acél minősége, mely ridegtörésre hajlamos volt. Kimutatták, hogy az Atlanti-óceán északi vizein járó hajók környezetében a hőmérséklet annyira csökkenhetett, ahol az acél szívós viselkedése ridegbe váltott és a hajótest igen könnyen törést szenvedhetett. A túlnyomórészt hegesztett szerkezeten a repedés könnyen végigfutott. Ezen túlmenően a hajókat gyakran jelentősen túlterhelték és több baleset erős viharok alatt vagy után jelentkezett. A hajók szerkezetét több helyen megerősítették és a Libertyt követő Victory osztály tervezésénél már figyelembe vették a tapasztalatokat.

## A háború után

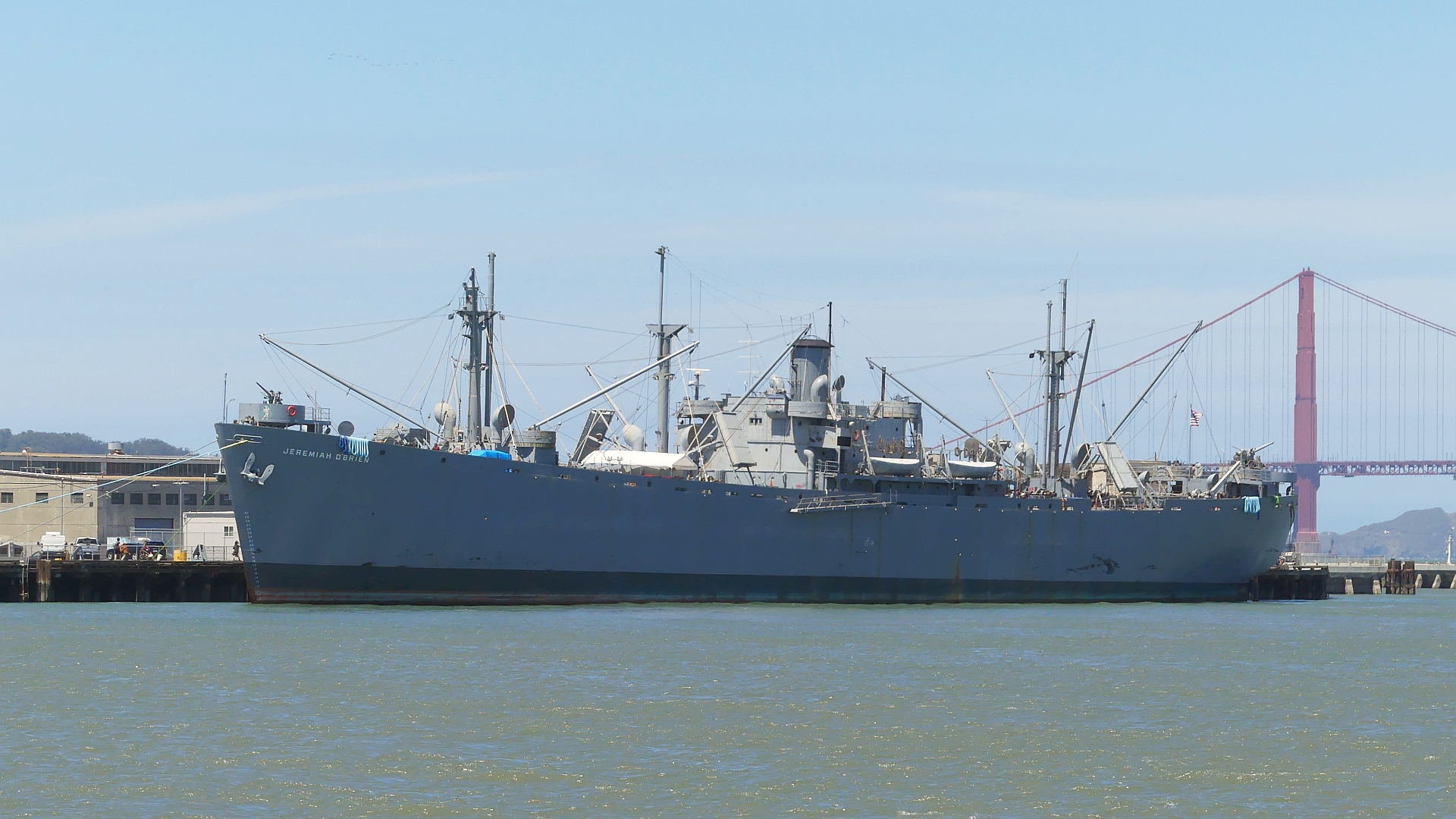
SS Jeremiah O'Brien

Több mint 2400 Liberty hajó élte túl a háborút. Ezek közül 835 képezte a haditengerészet teherhajó flottáját. Görög vállalkozók 526, olasz tulajdonosok pedig 98 hajót vásároltak meg. Az olyan hajómágnások, mint John Theodoracopoulos, Aristotle Onassis, Stavros Niarchos, Stavros George Livanos, a Goulandris testvérek, az Andreadis, Tsavliris, Achille Lauro, Grimaldi és Bottiglieri család volt ismert arról, hogy flottájuk építését Liberty hajók felvásárlásával kezdték. A "Liberty-méretű teherhajó" kifejezés még ma is feltűnik a hajózási üzleteknél.
Néhány Liberty hajó elsüllyedt a fel nem derített tengeri aknák robbanása következtében. A Pierre Gibault aknától sérült meg 1945 júniusában Kythera szigete mellett egy olyan területen, melyet már korábban aknától mentesítettek, és egy hónapon belül a Colin P. Kelly Jnr megsemmisülését ugyancsak akna okozta Oostende kikötőjében. 1945 augusztusában a William J. Palmer lovakat szállított New Yorkból Triesztbe amikor néhány kilométerre a céljától aknára futott, felborult és 15 perc alatt elsüllyedt. A személyzet és hat ló megmenekült.
Az 1960-as években három Liberty hajót újra üzembe helyeztek és elektronikus hírszerzésre alakították át. Ezeket a hajókat 1960-ban és 1970-ben szerelték le.

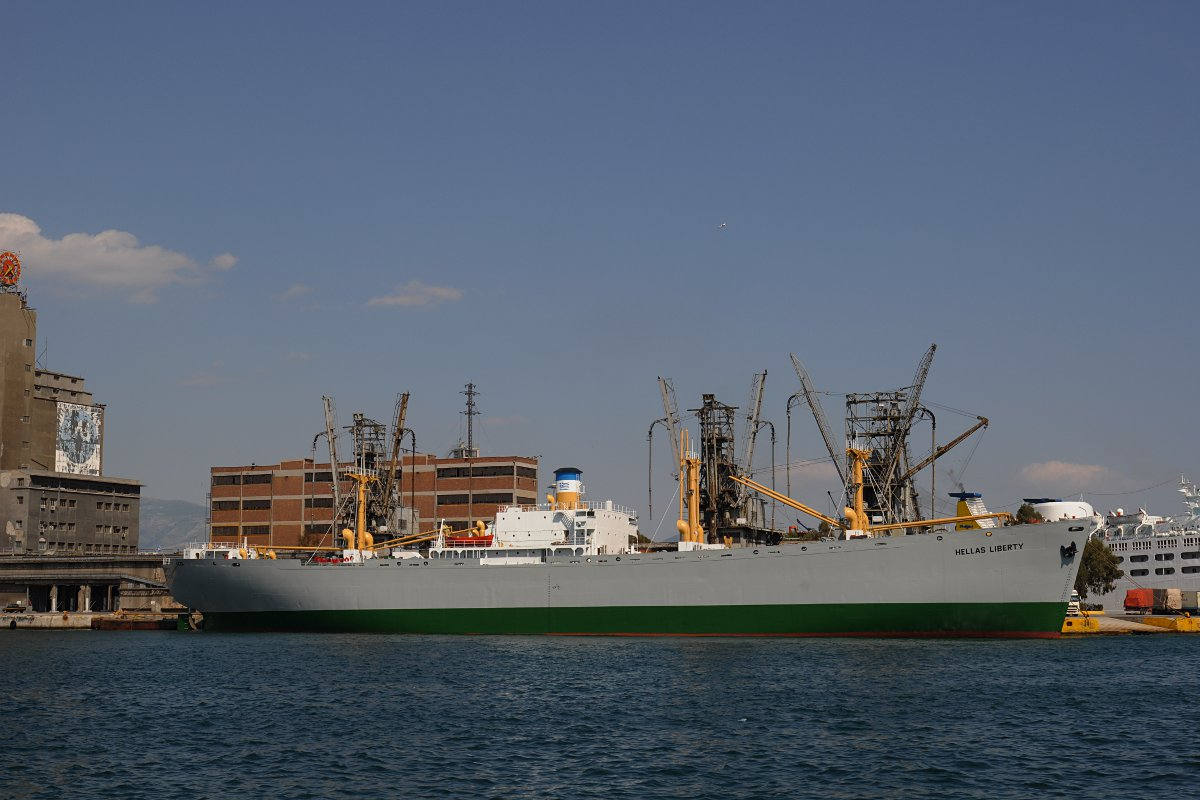
SS Hellas Liberty (korábban SS Arthur M. Huddell) 2010 júniusában

Ezután csak két üzemben lévő Liberty hajó maradt, az SS John W. Brown és az SS Jeremiah O'Brien. Az első hosszú ideig iskolahajóként szolgált és sok belső átalakításon ment keresztül, a Jeremiah O'Brien viszont nagyrészt megőrizte eredeti formáját. Ma mindkettő múzeumhajó és rendszeresen kihajóznak a tengerre. 1994-ben az O'Brien San Franciscóból Angliába és Franciaországba ment a D-nap 50. évfordulójára, mint az egyetlen nagy hajó, amelyik részt vett az Overlord hadműveletben.
2008-ban az Arthur M. Huddell Görögországba került és múzeumhajónak alakították át, ahol a görög kereskedelmi hajózás történetét mutatják be.
Liberty hajók alárendeltebb szerepben még több évtizeddel vízre bocsátásuk után is használatban voltak. Portlandben (Oregon) a Richard Henry Dana és a Jane Addams hajótestei úszó dokk alapjául funkcionálnak. Az SS Albert M. Boe lehorgonyzott úszó konzervgyár lett Kodiakban (Alaszka).
Az SS Charles H. Cugle új neve MH-1A vagy USS Sturgis, ma úszó atomerőmű, és mint ilyen, az egyetlen, ami valaha is épült. Ezt az erőművet 1968 és 1975 között a Panama-csatorna zónában használták elektromos energia termelésére és ivóvíz előállítására. Jelenleg a James folyó tartalékos flottájához horgonyozták le.
Ötvennyolc Liberty hajót 1958-tól kezdve meghosszabbítottak 21 méterrel. Ezzel kis költséggel jelentősen megnövelték a rakteret.[forrás?]

## Fordítás
- Ez a szócikk részben vagy egészben  a   Liberty ship című angol Wikipédia-szócikk fordításán alapul.  Az eredeti cikk szerkesztőit annak laptörténete sorolja fel. Ez a jelzés csupán a megfogalmazás eredetét és a szerzői jogokat jelzi, nem szolgál a cikkben szereplő információk forrásmegjelöléseként.